# Reguła Sahm
Reguła Sahm – wskaźnik wyprzedzający świadczący o zbliżającej się recesji. 
W 2019 r. główna ekonomistka w New Century Advisors i była ekonomistka Rezerwy Federalnej Claudia Sahm po raz pierwszy zauważyła, że o zbliżającej się recesji świadczy sytuacja, gdy trzymiesięczna średnia stopa bezrobocia wzrasta o 0,5 punktu procentowego lub więcej w stosunku do najniższego średniego trzymiesięcznego poziomu z poprzednich 12 miesięcy. Wyjaśnieniem tego zjawiska jest założenie, zgodnie z którym ludzie tracący pracę redukują swoje wydatki, co powoduje dalsze zwolnienia w gospodarce. Wskaźnik z reguły Sahm można dopasować do recesji, które pojawiały się w Stanach Zjednoczonych pomiędzy 1947 i 2008  r., a dla danych od 1970 r. wskaźnik wzrostu bezrobocia w pełni pokrywał się z następującymi po nim recesjami.
Reguła Sahm stosowana jest przez Rezerwę Federalną jako ważny wskaźnik nadchodzącej recesji. Na regułę Sahm powoływali się m.in. ekonomista Larry Summers oraz amerykańskie media. Wówczas sama Sahm zażartowała, że stworzyła potwora i jak wskazała, badania nad recesjami nie są jej podstawowym obszarem zainteresowania.  